# Vodní právo
Vodní právo je soubor právních norem, které regulují ochranu vod a vodních ekosystémů, stanovují podmínky jejich hospodářského využití, předepisují zajištění bezpečnosti vodních děl a vytváření podmínek pro snižování nepříznivých účinků povodní a sucha. Vodní právo je součástí správního práva a práva životního prostředí.
Základním předpisem vodního práva v České republice je zákon č. 254/2001 Sb., o vodách a o změně některých zákonů (vodní zákon), ve znění pozdějších předpisů, který upravuje mj. výkon státní správy na úseku vodního hospodářství. Tu realizují především vodoprávní úřady. Státní správu na úseku vodovodů a kanalizací upravuje zákon č. 274/2001 Sb., o vodovodech a kanalizacích pro veřejnou potřebu a o změně některých zákonů, ve znění pozdějších předpisů. Vodního práva v Česku se týká i několik směrnic EU, zejména směrnice Evropského parlamentu a Rady 2000/60/ES ze dne 23. října 2000 ustavující rámec pro činnost Společenství v oblasti vodní politiky (Rámcová směrnice o vodách).

## Dějiny vodního práva
Pro historický vývoj vodního práva je v posledních desetiletích charakteristickým jevem publicizace – tj. vstupování veřejnoprávních prvků do soukromoprávní úpravy, která vyúsťuje ve změnu vodního práva jakožto soukromoprávního odvětví na odvětví veřejnoprávní.

### Dějinný nástin vodního práva na území Česka
Za první souhrnnou úpravu vodního práva se všeobecně považují zemské zákony z roku 1870, které byly podle jednotné osnovy říšského zákona č. 93/1869, s menšími odchylkami přijaty v zemích České, Moravské a Slezské (č. 71/1870 čes. z. z., č. 65/1870 mor. z. z., č. 51/1870 slez. z. z.). Platnost českého zemského vodního zákona byla rozšířena na celé území Čech, Moravy a Slezska v roce 1942 vládním nařízením č. 305/1942 Sb. Další platnou souhrnnou úpravu českého vodního práva proto představuje až zákon č. 11/1955 Sb., o vodním hospodářství. Tento zákon byl pak nahrazen federálním zákonem č. 138/1973 Sb., o vodách (vodním zákonem).

## Práva k vodám a právní povaha vodních útvarů v ČR
Voda v přírodním  prostředí  není podle vodního zákona v ČR předmětem vlastnického práva. Vody v přírodním prostředí se tedy považují za věc bez vlastníka. „Jakožto věci neovladatelné nemohou být povrchové ani podzemní vody ani předmětem státního vlastnictví. Stát však rozhoduje o nakládání s vodami prostřednictvím vodoprávních úřadů." (Krecht, 2002., s.12). „Práva k povrchovým a podzemním vodám mohou vyplývat jen z vodního zákona nebo z platných povolení příslušných vodoprávních úřadů podle vodního zákona nebo předchozích právních předpisů (§ 3 odst. 1 vodního zákona). Nelze je tedy získat např. koupí nebo jinak soukromoprávně (např. na základě smlouvy).“ (Strnad a kol., 2013, str. 39).
Voda odebraná z přírodního prostředí je předmětem vlastnictví.
Vlastnický charakter vod se může změnit  jejich odběrem z přírodního prostředí (vody se stanou předmětem vlastnictví) nebo navrácením do přírodního prostředí  (vody přestanou být předmětem vlastnictví). Jiné způsoby nakládání s vodami, jako je např. akumulace v nádržích a vzdouvání,  vlastnický charakter vod nemění.
Povrchová a podzemní voda nejsou součástí nebo příslušenstvím pozemku, tudíž vlastnické právo k pozemku nezakládá vlastnické právo k vodám na pozemku, nad pozemkem  nebo v podzemí.
Vodní tok je za přírodní jev v podobě vodního útvaru tvořeného tekoucí povrchovou vodou a ohraničeného korytem na pozemku. Pozemky koryta jako nemovitosti jsou předmětem vlastnictví a zapisují se do katastru nemovitostí. Vlastnící pozemků tvořících koryto mají ze zákona povinnost vodní tok strpět. Koryto vodního toku není chápáno jako součást vodního toku. Vodní tok není považován za nemovitost, kterou někdo vlastní. Vodní toky se proto nezapisují do katastru nemovitostí. Vodní tok není vodním dílem ve smyslu vodního zákona. Derivační vodní dílo není vodním tokem.
Vodní nádrž je antropogenní vodní útvar tvořený akumulovanou stojatou povrchovou vodou a ohraničený hrází a dnem na pozemku. Pozemky dna a hráze jako nemovitosti jsou předmětem vlastnictví a zapisují se do katastru nemovitostí. Angropogenní vodní nádrž je předmětem vlastnictví a zapisuje se do katastru nemovitostí. Voda akumulovaná v nádrži není příslušenstvím nádrže, není předmětem vlastnictví, vlastník nádrže není vlastníkem vody v nádrži. Vodní nádrž je vodním dílem ve smyslu vodního zákona. Přírodní jezero není vodním dílem ve smyslu vodního zákona.